# 헤나투 베이가
헤나투 베이가(포르투갈어: Renato Palma Veiga, 2003년 7월 29일~)는 포르투갈의 축구 선수이다. 현재 세리에 A의 유벤투스에서 뛰고 있다.

## 어린 시절
포르투갈 리스본에서 태어난 그는 스포르팅 CP와 레알 SC 유소년팀에서 활동했다.

## 구단 경력

### 스포르팅 CP
2020년 9월 12일, 스포르팅 CP B 소속으로 데뷔전을 치렀으며, 2020년 10월 31일에 CS 마리티무 U-23과의 경기에서 첫 득점을 기록했다.

### 아우크스부르크
2023년 12월 31일까지 FC 아우크스부르크로의 1년 임대 계약을 맺었으며, 2023년 2월 11일 마인츠 05와의 1-3 패배에서 분데스리가 데뷔전을 치렀다.